# 横浜市立つづきの丘小学校
横浜市立つづきの丘小学校（よこはましりつ つづきのおかしょうがっこう）は、神奈川県横浜市都筑区荏田東1丁目にある公立小学校。

## 概要
横浜市都筑区中心部に位置する。1999年（平成11年）4月1日に荏田東第一小学校から分離開校する。荏田東第一小学校とは直線距離で約300メートル（徒歩約5分）と近い。

## 沿革
- 1998年（平成10年）7月7日 - 第一回つづきの丘小学校開校準備委員会開催[1]。
- 1999年（平成11年）4月1日 - 荏田東第一小学校から分離開校。
- 2021年（令和3年）4月1日 - 横浜市の「持続可能な学校」モデル事業の一環として、「午前5コマ授業」を開始[2]。

## 通学区域
- 横浜市都筑区
  - 荏田東1丁目、荏田東2丁目、荏田東4丁目[3]

## 進学先中学校
- 公立学校に進学する場合は、横浜市立荏田南中学校[3]。

## 学校周辺
- 鴨池公園
- 横浜市立荏田東第一小学校
- 心行寺
- 昭和大学診療放射線専門学校
- 昭和大学横浜市北部病院
- 荏田東すいせん公園
- 都筑区役所
- 横浜市都筑図書館
- 都筑警察署
- 横浜市消防局都筑消防署
- 都筑郵便局

## アクセス
- 横浜市営地下鉄グリーンラインセンター南駅から徒歩約15分。